# Xã Fishing Creek, Quận Columbia, Pennsylvania
Xã Fishing Creek (tiếng Anh: Fishing Creek Township) là một xã thuộc quận Columbia, tiểu bang Pennsylvania, Hoa Kỳ. Năm 2010, dân số của xã này là 1.416 người.